# 斯皮德韋爾鎮區 (密蘇里州聖克萊爾縣)
斯皮德韋爾鎮區（英語：Speedwell Township）是位於美國密蘇里州聖克萊爾縣的一個行政鎮區。

## 地方資料
斯皮德韋爾鎮區的面積為174.66平方千米，當中陸地面積為166.08平方千米，而水域面積為8.58平方千米。根據2020年美國人口普查的數據，當地共有人口498人，而人口密度為每平方千米2.85人。